# Jolanta Szatko-Nowak
Jolanta Szatko-Nowak (ur. 26 stycznia 1960) – polska tenisistka stołowa. Czterokrotna indywidualnie mistrzyni Polski w latach 1977–1978, 1985 i 1987. Brązowa medalistka Mistrzostw Europy w deblu z Bremy w 1980 Ponadto jest wielokrotną medalistką mistrzostw polski w deblu oraz mikście, w którym to najczęściej tworzyła parę z Andrzejem Grubbą. Przez większość swojej kariery reprezentowała KS „ Wanda” Kraków. Aktualnie jest zawodniczką w klubie KS „Start” Nowy Sącz.
W grudniu 2018 w wyborach do rad dzielnic Krakowa uzyskała mandat radnej dzielnicy XIV Czyżyny.